# ریوردیل
ریوردیل (انگلیسی: Riverdale) یک سریال تلویزیونی آمریکایی است. این مجموعه برای شبکهٔ سی‌دابلیو ساخته شده بود. این مجموعه توسط استودیوهای تلویزیونی سی‌بی‌اس و وارنر برادرز تله‌ویژن با همکاری گرگ برلانتی تولید شده‌است.
فیلمبرداری در بریتیش کلمبیا ونکوور انجام می‌شود.

## خلاصه داستان
این سریال بر اساس کمیک‌های جاگهد ساخته شده و دارای تمی راز آلود و تیره است. داستان در مورد ماجراهای یک پسر جوان به نام آرچی و دوستانش است که در شهر کوچکی به اسم «ریوردیل» زندگی می‌کنند. این شهر دارای ظاهری فانتزی و پر زرق و برق است، اما اسرار تاریکی در زیر این شهر نهفته‌است که عده ای به دنبال کشف. آنها هستند. فصل اول ان درباره مرگ یکی از دوقلو های بلاسم و معروف شهر است. فصل دوم درباره ی قاتلی زنجیره ای در شهر به نام کلاه پوش است و در حال حاضر فصل هفتم از این سریال تمام شده است.